# ナイスチョット (夜も一生けんめい'Sの曲)
『ナイスチョット』は、夜も一生けんめい'Sのシングル。

## 内容
黒田アーサー・長保有紀らとの競作（黒田・長保版は1991年8月21日発売）。
カラオケブームを背景に、この年多数発売されたデュエット曲の一つである。ゴルフ用語と男女の会話がモチーフとなっている。
日本テレビ系「夜も一生けんめい。」の企画として、A面では当時同番組の司会だった逸見政孝と当時アシスタントだった女優の杉本彩がデュエットし、カップリングには同番組のエンディングでものまねを担当した岩本恭生のソロが収録されている。
逸見は1993年12月25日に死去したため、彼にとっては生涯最後のシングルとなった。
発売元は番組スポンサー、パイオニアの関連会社、パイオニアLDC（現:ジェネオン・ユニバーサル）であった。

## 収録曲
1. ナイスチョット
作詞：長戸大幸　作曲：織田哲郎　編曲：池田大介　歌：夜も一生けんめい'S（逸見政孝 & 杉本彩）
2. イミテーション・ナイスチョット
作詞：長戸大幸　作曲：織田哲郎　編曲：寺尾広　歌：夜も一生けんめい'S（岩本“ガンちゃん”恭生）
3. ナイスチョット(inst.)
4. イミテーション・ナイスチョット(inst.)

## カバー
ナイスチョット
- しろコーラ（葉月コーラ（佐藤弘枝） & 葵司朗） - 1991年10月23日発売のシングル「男と女のクリスマス」のカップリングに収録。